# Shaft's Big Score
Shaft's Big Score (br: O Grande Golpe de Shaft) é o segundo filme da trilogia Shaft no qual o ator Richard Roundtree interpreta o detetive particular John Shaft. Novamente dirigido por Gordon Parks e roteirizado por Ernest Tidyman. Isaac Hayes estava indisponível na época, então o diretor Gordon Parks fez a pontuação ele mesmo. O filme foi produzido com orçamento de 1.978.000 de dólares.    

## Enredo
Enquanto Nova York nunca for perdida para atividades criminosas, as coisas tomam o pior rumo quando co-proprietário corrupto de uma casa funerária e agência de seguros mata seu parceiro, um amigo pessoal de John Shaft, e descobre que o dinheiro que ele planejava roubar para pagar seus de débitos com jogos azar esta desaparecido. Ele faz um acordo com uma mafioso que ele deve (Joseph Mascolo) mas também faz o mesmo acordo com o chefão do crime Bumpy Jonas (Moses Gunn). As balas começam a voar quando homens encapuzados acham que foram jogados um contra o outro e Shaft é forçado a limpar a bagunça.  

## Elenco
- Richard Roundtree é John Shaft
- Moses Gunn é Bumpy Jonas
- Drew Bundini Brown é Willy
- Joseph Mascoclo é Gus Mascola
- Kathy Imrie é Rita
- Wally Taylor é Johnny Kelly
- Julius Harris é Capt. Bollin
- Rosalind Miles as Arna Asby                                                                                                                              * Santos as Pascal